# 高級中等学校
高級中等学校（こうきゅうちゅうとうがっこう）は、台湾の中等教育における学校の一種で、日本の高等学校に相当する。略称は「高中」または「高校」。
普通型、技術型、単科型、総合型の四類型を置く。

## 普通型高級中等学校
日本の普通科高等学校に相当する。

## 技術型高級中等学校
日本の実業高等学校に相当する。